# Марьевка (Белгородская область)
Марьевка — село в Красногвардейском районе Белгородской области России. Является административным центром Марьевского сельского поселения.

## География
Село расположено в восточной части Белгородской области, по обоим берегам малой реки Сосны (правого притока Усердца, бассейна Дона), в 5,4 км по прямой к северу от районного центра, города Бирюча. Ближайшее поселение: село Репенка на правом берегу Сосны напротив вытянутой на юго-восток левобережной части села.

## История

### Происхождение названия
В XVII веке по распоряжению воеводы Федора Сухотина, специально прибывшего из Москвы для выбора и указания места заложения крепости, через сплошной лесной массив была проложена широкая просека, по которой прошла единственная столбовая дорога на Москву. Здесь были основаны и постоялые дворы, находившиеся друг от друга на расстоянии пяти верст. Первый постоялый двор назывался Веночный, второй именовался Кучным двором, третий Репным, четвертый – Прилепным. Весной 1711 года между Репенкой и Прилепами основалась слобода Марьевка. Первыми переселенцами стали 50 семей. Название утвердилось после окончательного строительства церкви Марии Египетской в 1790 году.

### Исторический очерк
В 1859 году — Бирюченского уезда «слобода владельческая Марьевка при речке Малом Усерде» «по левую сторону большого почтового тракта от города Бирюча до города Острогожска» – 168 дворов, церковь православная.
В 1862 году временнообязанные крестьяне села Марьевки отказались принять уставную грамоту и исполнять повинности помещику М. Гарденину, Возник бунт, который был подавлен военными.
В 1900 году — Бирюченского уезда Верхнепокровской волости слобода Марьевка при реке Малый Усерд — 207 дворов, церковь, общественное здание, церковно-приходская школа, винная лавка.
После Октябрьской революции земли перешли к крестьянам. В 1929 году на территории села создается колхоз и промартель «Красный Октябрь». В Марьевский колхоз сначала вступило 16 дворов. В промышленной артели работало 120 мужиков в трех бондарнях.
С июля 1928 года слобода Марьевка в Буденновском районе — центр Марьевского сельсовета, в который входили собственно слобода Марьевка, село Прилепы, деревня Репенка и хутор Фролов.
В годы Великой Отечественной войны с фронта не вернулось 162 жителя села. В июне 1942 года в село вошли фашисты. Происходили расстрелы мирных жителей.
В 1950 году организуется колхоз «Ленинская Искра».
В 1990-е годы село Марьевка оставалось центром колхоза «Ленинская искра» (в 1992 году — 361 колхозник), занятого растениеводством и животноводством. Колхоз просуществовал до 1998 года, пока не был реорганизован в сельскохозяйственный кооператив «Искра».
В 1997 году село Марьевка в Красногвардейском районе — центр Марьевского сельского округа, в который входили еще два села: Прилепы и Репенка.
В 2006—2012 году село Марьевка состояло в Стрелецком сельского поселения Красногвардейского района Белгородской области.

## Население
В 1859 году в слободе Марьевке — 1145 жителей (592 мужчины, 553 женщины).
В 1900 году в слободе — 1152 жителя (565 мужчин, 587 женщин).
В 1932 году в селе Марьевке насчитывалось 1245 жителей.
На 17 января 1979 года в селе Марьевке — 885 жителей, на 12 января 1989 года — 708 (296 мужчин, 412 женщин).
В 1997 году в селе Марьевке — 185 домовладений, 401 житель.
| 1859 | 1897  | 2002 | 2010 |
| ---- | ----- | ---- | ---- |
| 1145 | ↘1140 | ↘357 | ↘264 |

## Инфраструктура
По состоянию на 1995 год в Марьевке имелись фермерское хозяйство «Копейкино», медицинский пункт, Дом культуры, средняя школа.

## Интересные факты
Население, проживающее в Марьевке, славилось искусным изготовлением бондарных изделий.